# Замок Монкстоун

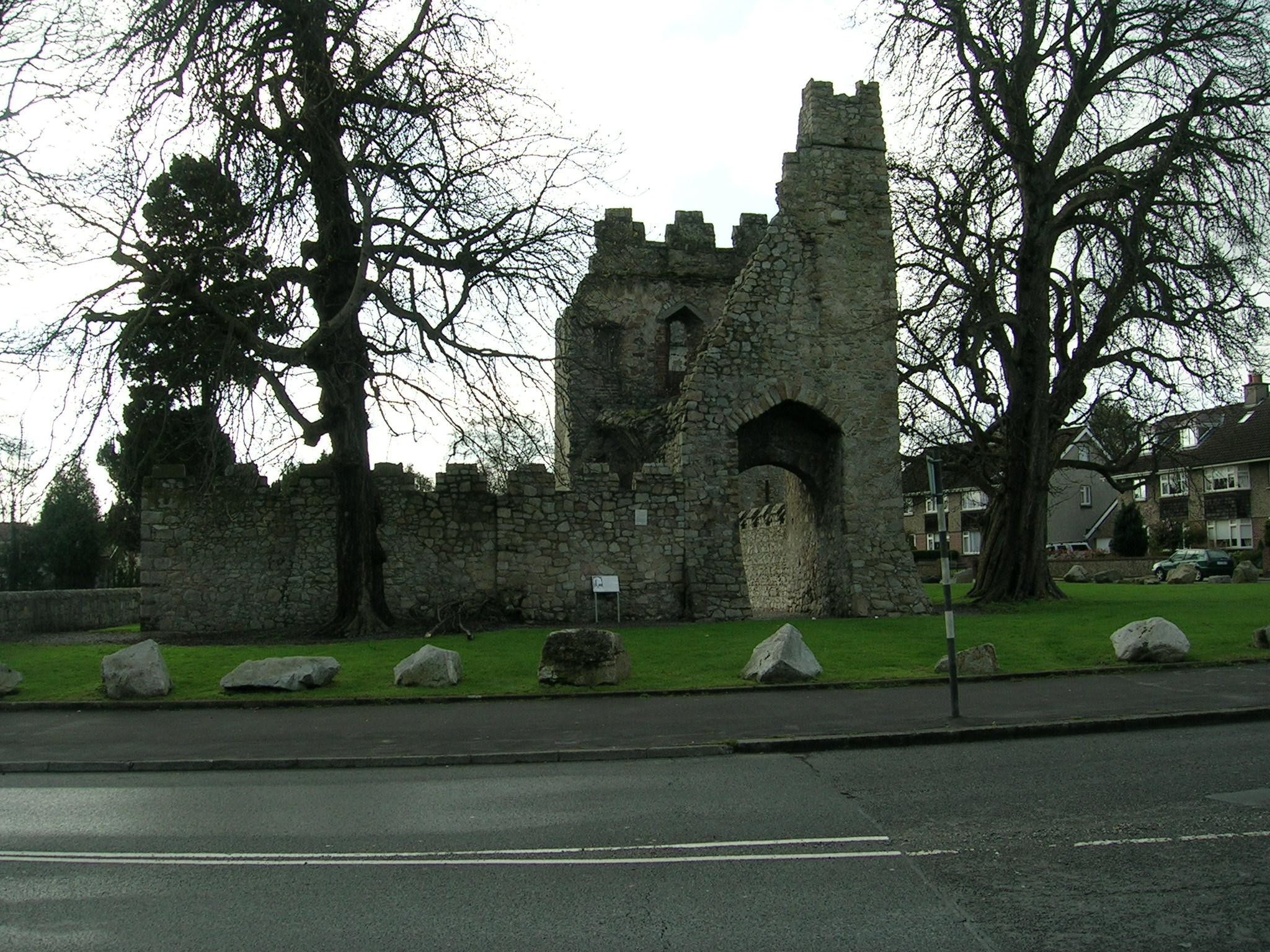
Замок Монкстоун — вигляд з півночі.

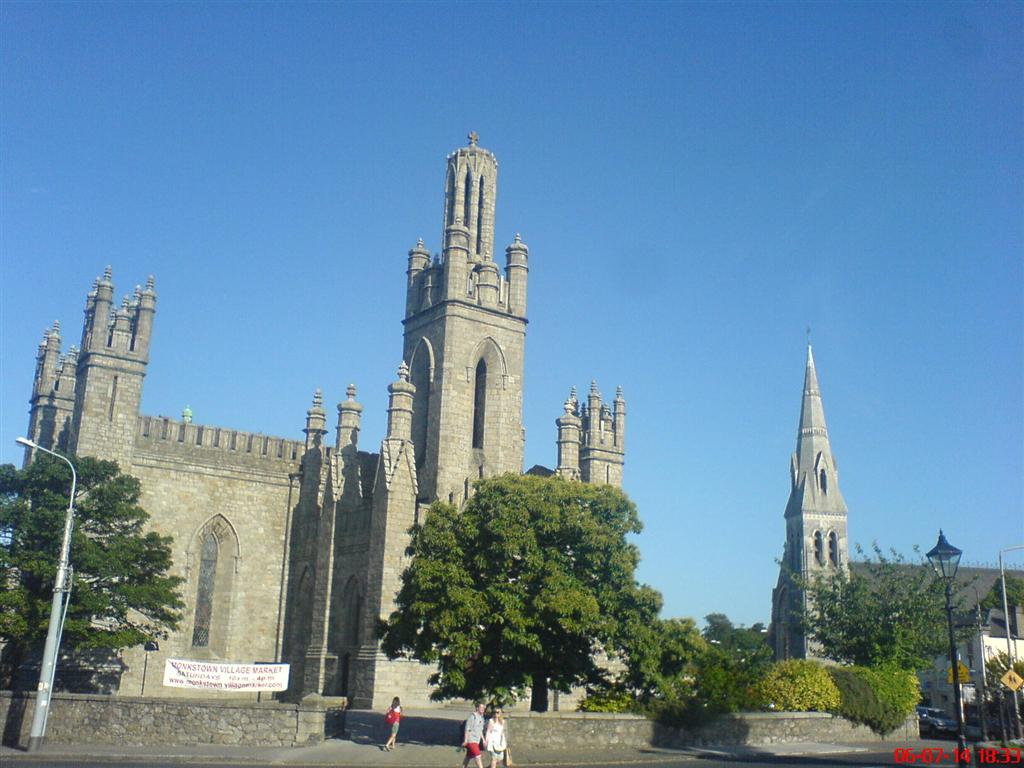
Церква Монкстоун та церква Святого Патріка біля замку Монкстоун.

Замок Монкстоун (англ. Monkstown Castle, ірл. Caisleán Carraig Bhraonáin) — замок Каррайг Бренан — один із замків Ірландії, розташований у графстві Дублін.

## Історія замку Монкстоун

### Монастирі Голмпатрік та Каррікбреннан
Перший замок Монкстоун на цьому місці побудували цистерціанські ченці абатства Святої Марії біля великого сільськогосподарського угіддя у XIV столітті або в ХІІІ столітті. Католицькі монахи жили на цій землі починаючи з ІХ століття і монастирі завжди являли собою укріплені фортеці, можливо замок будувався на місці більш давнього укріпленого монастиря. Монахи займалися сільським господарством і рибальством у гавані Баллок, замок їм був необхідний для захисту в ті неспокійні часи. Сам монастир мав свою давню історію. Згідно «Мартирологу Таллахта» святий Мохонна заснував монастир Голмпатрік на осрові на шхерах. Але в 798 році вікінги напали на цей монастир і розграбували. Ченці втекли з тих місць і заснували новий монастир у Каррікбреннан, що був тоді в 6 км на південь від Дубліна, де вони були захищені місцевим вождем клану МакГілламохолмог (ірл. MacGillamocholmog). Ченці побудували церкву святого Мохонна, обробляли землю, яку дарував їм клан МакГілламохолмог.

### Замок монахів-цистеріанців
Після норманського завоювання Ірландії в кінці ХІІ століття цей монастир і земля монастиря стала власністю цистерцианських ченців абатства Святої Марії з Дубліна. Ця земля була на межі Пейлу — англійської колонії в Ірландії та землями, які контролювались ірландськими кланами О'Тул та О'Бірн (О'Брінн), які утворили окремі незалежні королівства на території нинішнього графства Віклоу. Ірландські клани постійно нападали на Пейл, намагаючись повернути собі ці землі. Замок Монкстоун був суттєво перебудований і зміцнений у 1450 році. Та будівля, що дійшла до нас — це забудова саме цього часу.

### XVI—XVII століття
Після того, як король Англії Генріх VIII запровадив протестантське віросповідання на підвладних йому землях, католицькі монастирі були розігнані і ліквідовані. Замок Монкстоун у 1539 році перейшов у власність сера Джона Треверса — майстра королівських указів. Сер Джон помер у 1562 році і був похований на кладовищі Каррікбреннан. Замок перейшов у власність Джеймса Юстаса — ІІІ віконта Балтінгласс внаслідок його шлюбу з Мері Треверс — внучкою сера Джона. У 1580 році замок використали повстанці під час чергового повстання за незалежність Ірландії. Потім замок отримав Генрі Валллоп — віце-скарбник Ірландії. Потім замок був повернутий леді Мері Балтінгласс, що овдовіла. Але вона недовго була вдовою — вона одружилась з Геральдом Алімером, що закохався в неї не дивлячись на її поважний вік. Після її смерті замок отримали феодали Чіверс — аристократи норманського походження, внаслідок шлюбу сестри Марії Треверс — Кетрін з сером Джоном Чіверс. Після їх смерті замок і маєток отримав їх другий син — Генрі Чіверс, що одружився з Кетрін — дочкою сера Річарда ФітцВільяма. У них було четверо дітей: Волтер, Томас, Патрік, Маргарет. Після смерті Генрі замок успадкував Волтер Чіверс. Потім, під час громадянської війни на Британських островах замок був конфіскований Олівером Кромвелем у 1653 році за те, що його власники підтримали роялістів. Родина Чіверс була переселена в Кілліан, графство Голвей. Олівер Кромвель дарував замок генералу Едмунду Ладлоу (командувачу англійської кавалерії в Ірландії). Після реставрації монархії у 1660 році Волтер Чіверс повернув собі замок Монкстоун і жив у ньому до своєї смерті в 1678 році. Він помер 20 грудня 1678 року і був похований через два дні на кладовищі Маунтаун. Потім замком купив Майкл Бойл — архієпископ Арми, лорд-канцлер Ірландії. Його син — Мурроу Бойл — І віконт Блесінгтон розширив і впродякував замок. У той час, у XVII столітті замок і маєток Монкстоун вважався однією з найкращих резиденцій аристократії в Ірландії саме завдяки роботам Мурроу Бойла. Але на сьогодні від замку лишилися одні руїни — залишки приміщення гарнізону, руїни трьохповерхової вежі, яка колись стояла на куті великого холу. Біля замку є дві річки, озеро з островом, скелі, каменоломні. 18 листопада 1807 року був жахливий шторм і біля замку Монкстоун розбились два парусних кораблі — «Принц Уельський» та «Рочдейл». Загинуло 400 чоловік, тіла яких море викинуло на берег. Вони були поховані біля замку Монкстоун.